# 吴谨言
吴謹言（英語：Wu Jinyan，1990年8月16日—），四川省都江堰市人，中国大陆女演员、歌手，曾為芭蕾舞者，2018年在《延禧攻略》飾演魏璎珞而為人所知。

## 背景

### 早年经历
吴谨言3岁开始在成都都江堰学习舞蹈，2000年考入北京舞蹈学院附属中学进行专业芭蕾训练，2007年被選入中央芭蕾舞团工作約二年，后因脚部受伤選擇退團。2009年考入北京电影学院表演系。在北京舞蹈学院时期，她曾经有一次拍戏机会，导演甚至把她的父母请来劝说参演，但因角色需要剃光头會影響舞蹈呈現，所以最后她放弃这次机会。

### 演员生涯
大二期间，吴谨言第一次参与拍戏。在穿越剧《古今六人行》中饰演毛毛。但是该剧并未播出。2011年，她签约紫骏影视，这为她带来较多的片约。2013年底，民国年代情感剧《烽火佳人》播出，该剧成为安徽卫视2013年平均收视率最高的一部剧。同时，她因在剧中分饰“青萍”及“红羽”两角获得第20届上海电视节白玉兰奖最具人气女演员的提名。
2015年底，管虎导演的电影《老炮儿》上映，吴谨言在片中饰演女大学生郑虹，并与冯小刚有一场对手戏。2016年，正通过《外滩钟声》的副导演结识正在拍摄该剧的吴谨言。之后，她轉投正的製作公司東陽欢娱影视，签约成为旗下艺人，并拍摄了进入欢娱的第一部戏《梦回朝歌》，剧中飾演妲己。
2018年7月，主演的《延禧攻略》在爱奇艺等在线平台播出。该剧上线后迅速在海内外引发热议，收视打破多项记录，最终成为2018年Google搜尋最多的电视剧。吴谨言因在剧中饰演魏璎珞一角亦获得持续广泛关注，并获第24届华鼎奖古装题材电视剧最佳女演员。同年12月，讲述自文化大革命到改革开放以来故事的《外滩钟声》在浙江卫视和安徽卫视播出，该剧在播出期间收视稳居排行榜前列。第二次同管虎导演合作的她在剧中饰演的杜心美，其角色也完成了从小裁缝到服装设计师的转变。
2019年1月，主演的《皓镧传》在爱奇艺上线，播出之后全网热度多次高达第一。吴谨言在剧中饰演李皓镧一角。同年5月至7月，她作为常驻嘉宾的真人秀节目《青春环游记》在浙江卫视播出。其CSM55/59城市网收视排名稳居同时段节目前列。在2019年8月揭晓的福布斯中國名人榜榜單中，吴谨言位列65位。9月，电视剧《你是我的答案》在湖南卫视青春进行时播出，她在剧中饰演古灵精怪的编剧白小鹿。
2020年1月1日，林俊杰新歌《将故事写成我们》的MV上线，吴谨言在当中扮演玉兔。作为林俊杰的歌迷，吴谨言因《延禧攻略》走红之后获林俊杰邀请参演MV。这也是她首次出演MV。在此前一天，《延禧攻略》的番外《金枝玉叶》在Netflix上线，吴谨言继续扮演魏璎珞。8月12日，《幸福还会来敲门》在浙江卫视、江苏卫视开播，吴谨言在当中扮演女警方言。11月8日，《青春创世纪》在爱奇艺上线，吴谨言在剧中饰演在电商直播行业创业的网络女主播钱希西一角。
2021年1月24日，由其饰演销售精英章小鱼一角的《正青春》在东方卫视、浙江卫视及优酷开播。《正青春》中，吴谨言饰演的90后职场新人章小鱼，没有学历优势，原本很难进知名企业，但她从小耳濡目染，从当批发商的父母身上学到了一身砍价技能和推销秘笈，由此获得知名企业销售总监林睿（殷桃 饰）的赏识。在林睿的带领下，章小鱼凭借敢拼敢闯的韧劲，在职场中一路闯关升级。
2021年9月3日，由其饰演“砍价师”夏浅的《我的砍价女王》在东方卫视开播。
2022年2月22日，主演的《尚食》在芒果TV开播，其诠释了女主角姚子衿在紫禁城中从尚食局宫女到皇后的跌宕人生。
2022年5月19日，由其领衔主演的电视剧《传家》在优酷开播，并于2022年6月20日在HBO GO上线。在剧中，其演绎了上海名媛易钟玉在1929年-1945年间叱咤商海、传承家族情怀与民族大义的传奇经历。
2022年5月，作为选手参与芒果TV女性音乐竞演节目《乘风破浪》第三季，并在节目中与王心凌、蔡卓妍、钟欣潼、张天爱、唐诗逸组成女子团体SIXTA，最终在“乘风夜”获得第11名的成绩。
2022年9月，作为常驻嘉宾参与的真实友情旅行体验节目《星星的约定》在湖南卫视与芒果TV播出，在节目中以风趣、爽朗的形象获得了观众广泛好评。
2022年10月1日至7日，在国家大剧院出演由中国国家话剧院出品的原创文献话剧《抗战中的文艺》，饰演中国影史上的传奇表演艺术家张瑞芳。
2024年6月2日主演的《墨雨云間》上線，優酷全網獨播，在剧中她饰演了惨遭活埋、以他人身份复仇的才女薛芳菲，该剧在优酷2024上半年播出剧集中夺得播放量魁首。2024年10月14日，由其主演的《春花焰》在优酷播出，剧中吴谨言首次挑战大量打戏，扮演了身负仇恨、心向光明的杀手眉林。

## 演艺作品

### 电视
| 首播年份 | 剧名               | 角色               | 备注                     |
| -------- | ------------------ | ------------------ | ------------------------ |
| 未播     | 古今六人行         | 毛毛               | 2010-11年拍摄            |
| 2012     | 青海花儿           | 吴晓雨             |                          |
| 2013     | 新编辑部故事       | 妙龄女郎           | 客串                     |
| 2013     | 烽火佳人           | 青萍 / 红羽        |                          |
| 2014     | 少年神探狄仁杰     | 李蒨               |                          |
| 2015     | 少年四大名捕       | 何小玉             | 客串                     |
| 2015     | 激战               | 江紫云             | [ 28 ]                   |
| 2015     | 多情江山           | 婉儿               |                          |
| 2016     | 秀丽江山之长歌行   | 许胭脂             | [ 29 ]                   |
| 2016     | 美人如玉剑如虹     | 梅婷               | [ 30 ]                   |
| 2016     | 尖峰之烈焰青春     | 北霸天             |                          |
| 未播     | 梦回朝歌           | 妲己 / 月好 / 幽姬 | 2016-17年拍摄            |
| 2017     | 守护丽人           | 朱琦琦             | [ 31 ]                   |
| 2017     | 守卫者-浮出水面    | 米小冉             | [ 32 ]                   |
| 2017     | 天泪传奇之凤凰无双 | 雅美人             |                          |
| 2018     | 凤囚凰             | 冯亭               | [ 33 ]                   |
| 2018     | 延禧攻略           | 魏璎珞             |                          |
| 2018     | 外滩钟声           | 杜心美             | [ 34 ]                   |
| 2019     | 皓镧传             | 李皓鑭             |                          |
| 2019     | 你是我的答案       | 白小鹿             |                          |
| 2019     | 金枝玉叶           | 魏璎珞（令皇贵妃） | 網路劇，《延禧攻略》番外 |
| 2020     | 幸福还会来敲门     | 方言               | [ 35 ]                   |
| 2020     | 青春创世纪         | 钱希西             | [ 36 ]                   |
| 2021     | 正青春             | 章小魚             | [ 37 ]                   |
| 2021     | 我的砍价女王       | 夏浅               | [ 38 ]                   |
| 2022     | 尚食               | 姚子衿             | [ 39 ]                   |
| 2022     | 传家               | 易钟玉             |                          |
| 2023     | 正好遇见你         | 杨绾 / 杨璇        | 網路劇                   |
| 2024     | 风华往事           | 姚粒               | 2017年拍摄               |
| 2024     | 墨雨云间           | 姜梨／薛芳菲       | 網路劇                   |
| 2024     | 春花焰             | 眉林               | 網路劇                   |
| 待播     | 光辉的旗帜         | 张西凤             | 2019年拍摄               |
| 待播     | 回来的她们         | 程蔚然             | 網路劇                   |
| 待播     | 江山为聘           | 孟廷辉             | 網路劇                   |

### 电影
| 年度 | 片名               | 角色   | 备注                 |
| ---- | ------------------ | ------ | -------------------- |
| 2011 | 万有引力           | 黄娟   |                      |
| 2013 | 屏风美人           | 冯青青 | 江西卫视传奇影院首播 |
| 2015 | 老炮儿             | 郑虹   | [ 7 ]                |
| 2018 | 无问西东           | 林徽音 | 2012年拍摄           |
| 2018 | 说走就走之不说再见 | 雪琪   | [ 42 ]               |
| 2025 | 天堂旅行团         | 林艺   |                      |

### 话剧
| 首演年份 | 剧名         | 角色          | 备注 |
| -------- | ------------ | ------------- | ---- |
| 2022     | 抗战中的文艺 | 张瑞芳/讲述人 |      |

### 常驻综艺
| 播出日期             | 节目              | 内容/标题                          | 备注                     |
| -------------------- | ----------------- | ---------------------------------- | ------------------------ |
| 2019年5月4日-7月27日 | 青春环游记        | 浙江卫视文化旅游探索类综艺         | 青春领航员 每周六播出    |
| 2022年5月20日-8月5日 | 乘风破浪 (第三季) | 芒果TV女团竞演真人秀               | 选手                     |
| 2022年9月16日-       | 星星的约定        | 湖南卫视芒果TV真实旅行友情体验团综 | 常驻嘉宾 每周五19:30播出 |

### MV
2020年：林俊杰《将故事写成我们》扮演玉兔

### 其他
| 年度 | 片名                 | 角色             | 备注                       |
| ---- | -------------------- | ---------------- | -------------------------- |
| 2015 | 我不是潘金莲         | 李雪莲           | 电影《我不是潘金莲》测试片 |
| 2017 | 战争启示录之八百壮士 | 无名女子（主角） | 电影《八佰》测试片         |

## 獎項
| 年份 | 颁奖                     | 奖项                                   | 片名             | 结果 | 备注   |
| ---- | ------------------------ | -------------------------------------- | ---------------- | ---- | ------ |
| 2014 | 第20届上海电视节白玉兰奖 | 最具人气女演员                         | 《烽火佳人》     | 提名 | [ 6 ]  |
| 2018 | 第24届华鼎奖             | 古裝題材電視劇最佳女演員               | 《延禧攻略》     | 獲獎 |        |
| 2018 | 爱奇艺尖叫之夜           | 年度戏剧人气艺人                       | 《延禧攻略》     | 獲獎 | [ 43 ] |
| 2018 | 第十五届MAHB年度先生盛典 | 年度突破演員獎                         | 《延禧攻略》     | 獲獎 |        |
| 2018 | 第五届中国电视好演员奖   | 最佳网剧女演员                         | 《延禧攻略》     | 獲獎 | [ 44 ] |
| 2019 | 2018国剧盛典             | 青春飛躍獎                             | 《延禧攻略》     | 獲獎 |        |
| 2019 | 2019电视剧品质盛典       | 2018年度东方卫视新浪微博受网络关注演员 | 《延禧攻略》     | 獲獎 | [ 45 ] |
| 2019 | 第六屆橫店影視節文榮獎   | 最佳女主角                             | 延禧攻略，皓鑭傳 | 獲獎 |        |
| 2021 | 精彩ok Ok摯愛大賞        | 年度摯愛最受關注女演員                 |                  | 獲獎 |        |
| 2021 | 費加羅風尚盛典           | 年度风尚人气先锋演员                   |                  | 獲獎 |        |
| 2022 | 時尚先生                 | 年度風尚藝人                           |                  | 獲獎 |        |
| 2022 | 微博视界大会             | 年度魅力演员                           |                  | 獲獎 |        |
| 2024 | 费加罗音乐派对           | 年度最矚目演員獎                       |                  | 獲獎 |        |
| 2024 | 第29届釜山国际电影节     | 最佳原創OTT 大獎                       | 墨雨雲間         | 提名 |        |
| 2024 | 第29届亚洲电视大奖       | 最佳女主角                             | 墨雨雲間         | 提名 |        |
|      |                          |                                        |                  |      |        |

## 爭議

### 工作態度被質疑
2018年8月25日，央视電影頻道節目《中國電影報道》節目组計劃採訪吳謹言，途中吳謹言團隊通知《中國電影報道》節目组要更换預定的採訪地点，但節目组赶到新地点后，发现吴谨言团队没事先协调好场地，要求由记者支付场地费用，采访期间团队更声称吴谨言还有其他工作，要求缩短采访时间。《中國電影報道》節目组大為不滿，認為吳謹言在耍大牌，於是發微博公開斥責。事後吳謹言透過社交網站致歉，并獲得《中國電影報道》節目组原谅。